# 194 (عدد)
194 هو عدد صحيح. طبيعي بين 193 و195

## في الرياضيات

### خصائص
- 194عدد زوجي
- 194عدد ناقص